# Армия освобождения юга
Армия освобождения юга (исп. Ejército Libertador del Sur; ELS) — армия, действовавшая во время Мексиканской революции, организованная и возглавленная Эмилиано Сапатой. Основной причиной появления и целью её деятельности было проведение аграрной реформы.

## История
Армия освобождения юга была создана в Морелосе для поддержки движения Франсиско Мадеро, направленного против президента Порфирио Диаса. В мае 1911 года Диас был свергнут. Самым известным сражением АОЮ в начальный период Мексиканской революции стала битва при Куаутле. В ней войска сапатистов численностью от 4 до 5 тысяч человек противостояли 5-му «Золотому полку», собранному из лучших солдат, преданных старому режиму. После свержения Диаса, Мадеро в ноябре того же года стал президентом Мексики, но вскоре выяснилось, что он не намеревается придерживаться аграрной реформы, и Армия освобождения юга, ведомая Эмилиано Сапатой, отвернулась от него.
18 февраля 1913 года генерал Викториано Уэрта совершил переворот и сверг Мадеро, после чего Уэрта был провозглашён временным президентом страны. К началу 1914 года численность Армии освобождения юга достигала 14 тысяч человек, это была вторая по мощности армия в Мексике. До самого окончания Мексиканской революции АОЮ была одним из главных участников всех военных событий. Убийство Эуфемио (в 1917), а затем и Эмилиано Сапаты (в апреле 1919 года) значительно ослабили позиции Армии освобождения юга. Руководство перешло к Дженовево де ла О, однако это не уберегло армию от полного разложения.
По мнению историка Генри Бэмфорда Паркса, сапатистская Армия не была армией в обычном смысле. В ней значительная роль отводилась крестьянам, взявшим в руки оружие.